# Dapperburen
Dapperburen (grafisch DapperBuren) is een artistiek kunstwerk in Amsterdam-Oost, Dapperbuurt.
Het werk uit 2011 bestaat uit negentien silhouetten van buurtbewoners; het zijn (of waren) daarbij de buren van kunstenaar Dorette Evers. Evers constateerde de diversiteit aan buurtbewoners in de Dapperbuurt en met name Pieter Nieuwlandstraat, fotografeerde ze in 2009 en 2010 en werkte ze uit tot negentien portretten. Zij werden opgehangen aan de gevels van de Pieter Nieuwlandstraat met hoekpanden aan de Dapperstraat en Pontanusstraat. Door alleen het silhouet weer te geven werd de anonimiteit gewaarborgd.
Het initiatief kwam van Bewoners aan het stuur een project van organisatie van huurders destijds.